# 露薏絲·布朗
露薏絲·布朗（英語：Louise Joy Brown，1978年7月25日—）生於英國奥海姆（Oldham），是全球第一名試管嬰兒。莱斯利·布朗（Lesley Brown）和约翰·布朗（John Brown）是她的父母。因輸卵管受阻，萊斯利·布朗試了九年，都無法自然懷孕。1977年11月10日，帕特里克·斯特普托和罗伯特·G·爱德华兹兩位醫師為莱斯利·布朗進行人工受精手術。雖然莱斯利·布朗和约翰·布朗知道這項手術仍在實驗階段，但當時無人告訴他們仍未有人接受人工受精手術後誕下嬰兒。露薏絲·布朗在晚上11時47分於Oldham General Hospital出生，生產過程採取預定的剖腹生產。出生時的體重5磅12盎司（約2.608公斤），生產過程有完整地記錄。妹妹Natalie也是試管嬰兒。她曾在布里斯托的幼兒中心任職保育員。現在她在郵局工作。她和Wesley Mullinder於2004年9月4日結婚。2006年12月20日，她誕下一個男嬰，該男嬰是自然受孕的。其母莱斯利·布朗在2012年6月6日逝世，享年64歲。

## 外部連結
- BBC關於露薏絲布朗的英文人物簡介 (2003年7月) （页面存档备份，存于）